# Talábriga

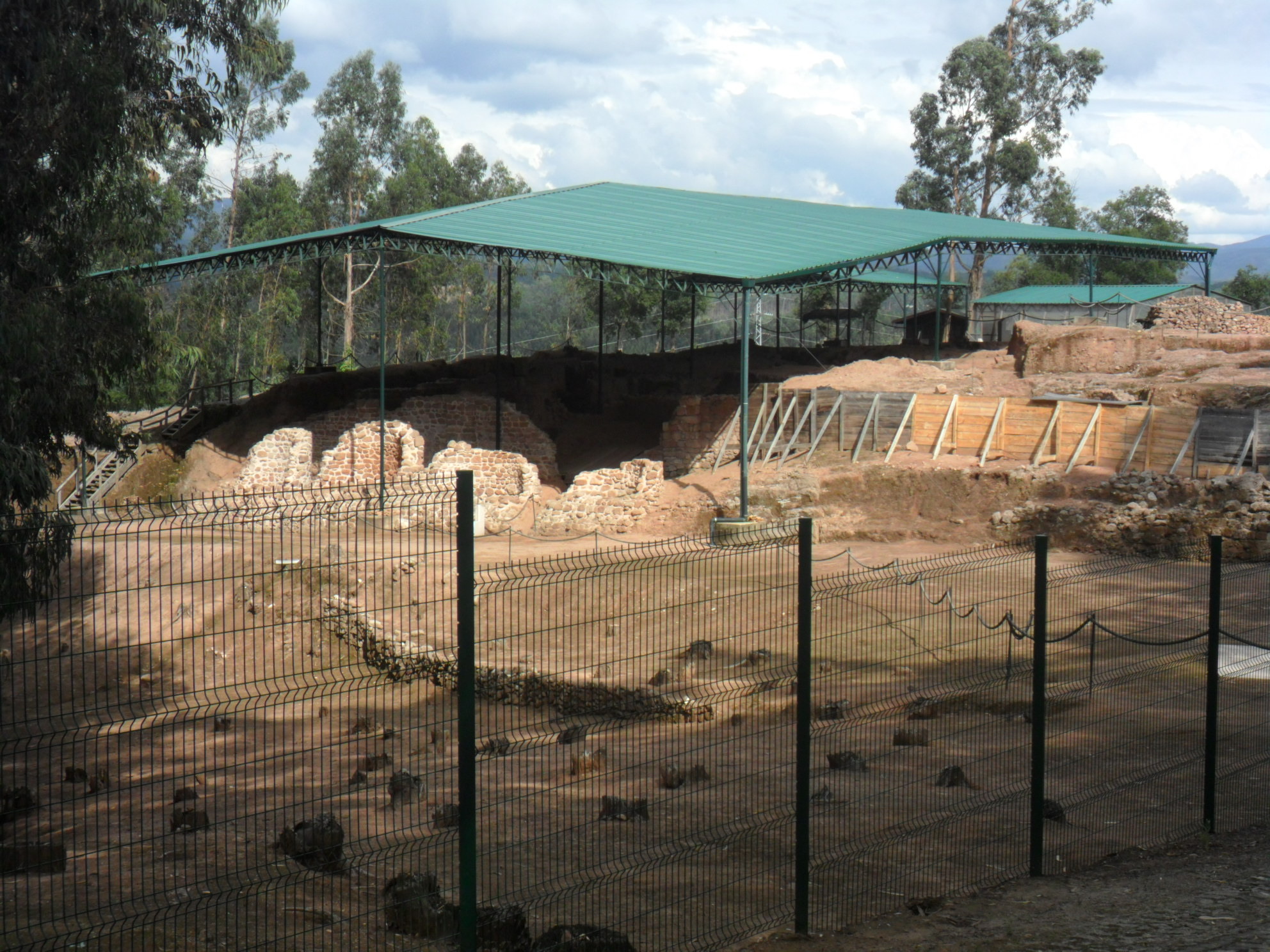
Estação arqueológica do Cabeço do Vouga

Talábriga (em latim: Talabriga) foi uma cidade luso-romana, o principal centro urbano do Baixo Vouga na época imperial romana. Situada no Marnel (Lamas do Vouga, Águeda), junto ao cruzamento da estrada romana com o Vouga, e muito próximo da antiga foz deste rio, a sua história está arqueologicamente documentada desde a Idade do Bronze (segundo milénio a.C.).